# بيرت بيلامي
بيرت بيلامي (بالإنجليزية: Bert Bellamy)‏ (7 أبريل 1896 في المملكة المتحدة - 16 نوفمبر 1978 في المملكة المتحدة) هو مدرب كرة قدم ولاعب كرة قدم بريطاني (وحمل سابقاً جنسية المملكة المتحدة لبريطانيا العظمى وأيرلندا) في مركز الدفاع. لعب مع سوانزي سيتي ونادي برينتفورد ونادي واتفورد ونادي كيترينغ تاون وIrthlingborough Town F.C. ‏ ونادي كيدرمينستر هاريرز لكرة القدم وWellingborough Town F.C. ‏.